# 라이온하트 (SMAP의 노래)
라이온 하트(일본어: らいおんハート)는 일본의 음악그룹 SMAP의 32번째 싱글이다. 2000년 8월 30일 빅터 엔터테인먼트에서 발매되었다.

## 개요
- SMAP의 멤버인 쿠사나기 츠요시 주연의 NTV 드라마 《푸드 파이트》 주제가이다. 이 드라마는 쿠사나기 츠요시 외에도, 멤버의 기무라 타쿠야가 카메오로 출연하였다. 작사는 극작가 노지마 신지, 작곡·편곡은 다양한 아티스트의 곡을 제공하고 있는 작곡가 코모리타 미노루이다.
- 오리콘 챠트에서는 SMAP의 싱글로는 두 번째 밀리언 셀러를 달성(플래닛 차트에서는 3번째). 오리콘 연간 싱글 차트 6위. 또한, 10번째 출전 인 NHK 홍백가합전에서 이 곡을 불렀다.
- TOKIO가 자니즈 역대 히트 곡의 커버 앨범 〈TOK10〉에서 이 곡을 커버했다. 이외에도 캐나다의 R&B/SOUL 그룹 Jack Soul의 2009년에 발표 한 앨범 〈SOULmate〉에 커버 버전이 수록되어 있다. 또한, EXILE의 ATSUSHI의 영상 작품 인 〈EXILE ATSUSHI Premium Live~The Roots~〉에 ATSUSHI의 커버 버전이 수록되어 있다. 2007년에는 대한민국의 남성 그룹의 티맥스가 리메이크해서 부르기도 했다.[1]
- 2009년 후지TV '보쿠라노온가쿠'에서 한국남성그룹 동방신기 (TOHOSHINKI)가 커버하기도 했다.

## 수록곡
1. 라이온 하트(らいおんハート)
  - 작사 : 노지마 신지 / 작곡·편곡 : 코모리타 미노루
2. 오렌지(オレンジ)
  - 작사·작곡 : 이치카와 요시야스 / 편곡 : ZAKI
3. 라이온 하트(らいおんハート) [오리지널 가라오케]
4. 오렌지(オレンジ) [오리지널 가라오케]

## 차트 최고 순위
- 밀리언 (일본 레코드 협회)
- 주간 1위 (오리콘)
- 2000년 연간 6위 (오리콘)